# Grande Prêmio do Canadá de 2007
Resultados do Grande Prêmio do Canadá de Fórmula 1 realizado em Montreal em 10 de junho de 2007. Sexta etapa do campeonato, foi vencido pelo britânico Lewis Hamilton, da McLaren-Mercedes, com Nick Heidfeld em segundo pela BMW Sauber e Alexander Wurz em terceiro pela Williams-Toyota.

## Resumo
- O piloto Robert Kubica sofreu um grave acidente, do qual saiu ileso.[4]
- Foi nesta corrida que o piloto Lewis Hamilton conseguiu a primeira pole position e a primeira vitória de sua carreira na Fórmula 1.[3]
- Massa e Fisichella foram desclassificados porque saíram dos boxes com a luz vermelha acesa.
- Último pódio de Alexander Wurz na Fórmula 1.

## Classificação da prova

### Treinos classificatórios
| Pos.   | Nº | Piloto               | Equipe             | Q1       | Q2       | Q3       | Grid | Notas      |
| ------ | -- | -------------------- | ------------------ | -------- | -------- | -------- | ---- | ---------- |
| 1      | 2  | Lewis Hamilton       | McLaren-Mercedes   | 1:16.576 | 1:15.486 | 1:15.707 | 1    |            |
| 2      | 1  | Fernando Alonso      | McLaren-Mercedes   | 1:16.562 | 1:15.522 | 1:16.163 | 2    |            |
| 3      | 9  | Nick Heidfeld        | BMW Sauber         | 1:17.006 | 1:15.960 | 1:16.266 | 3    |            |
| 4      | 6  | Kimi Räikkönen       | Ferrari            | 1:16.468 | 1:16.592 | 1:16.411 | 4    |            |
| 5      | 5  | Felipe Massa         | Ferrari            | 1:16.756 | 1:16.138 | 1:16.570 | 5    |            |
| 6      | 15 | Mark Webber          | Red Bull-Renault   | 1:17.315 | 1:16.257 | 1:16.913 | 6    |            |
| 7      | 16 | Nico Rosberg         | Williams-Toyota    | 1:17.016 | 1:16.190 | 1:16.919 | 7    |            |
| 8      | 10 | Robert Kubica        | BMW Sauber         | 1:17.267 | 1:16.368 | 1:16.993 | 8    |            |
| 9      | 3  | Giancarlo Fisichella | Renault            | 1:16.805 | 1:16.288 | 1:17.229 | 9    |            |
| 10     | 12 | Jarno Trulli         | Toyota             | 1:17.324 | 1:16.600 | 1:17.747 | 10   |            |
| 11     | 22 | Takuma Sato          | Super Aguri-Honda  | 1:17.490 | 1:16.743 |          | 11   |            |
| 12     | 18 | Vitantonio Liuzzi    | Toro Rosso-Ferrari | 1:17.541 | 1:16.760 |          | 12   |            |
| 13     | 8  | Rubens Barrichello   | Honda              | 1:17.011 | 1:17.116 |          | 13   |            |
| 14     | 14 | David Coulthard      | Red Bull-Renault   | 1:17.436 | 1:17.304 |          | 14   |            |
| 15     | 7  | Jenson Button        | Honda              | 1:17.522 | 1:17.541 |          | 15   |            |
| 16     | 19 | Scott Speed          | Toro Rosso-Ferrari | 1:17.433 | 1:17.571 |          | 16   |            |
| 17     | 23 | Anthony Davidson     | Super Aguri-Honda  | 1:17.542 |          |          | 17   |            |
| 18     | 11 | Ralf Schumacher      | Toyota             | 1:17.634 |          |          | 18   |            |
| 19     | 4  | Heikki Kovalainen    | Renault            | 1:17.806 |          |          | 22   | [ nota 2 ] |
| 20     | 17 | Alexander Wurz       | Williams-Toyota    | 1:18.089 |          |          | 19   |            |
| 21     | 20 | Adrian Sutil         | Spyker-Ferrari     | 1:18.536 |          |          | 20   |            |
| 22     | 21 | Christijan Albers    | Spyker-Ferrari     | 1:19.196 |          |          | 21   |            |
| Fonte: |    |                      |                    |          |          |          |      |            |

### Corrida

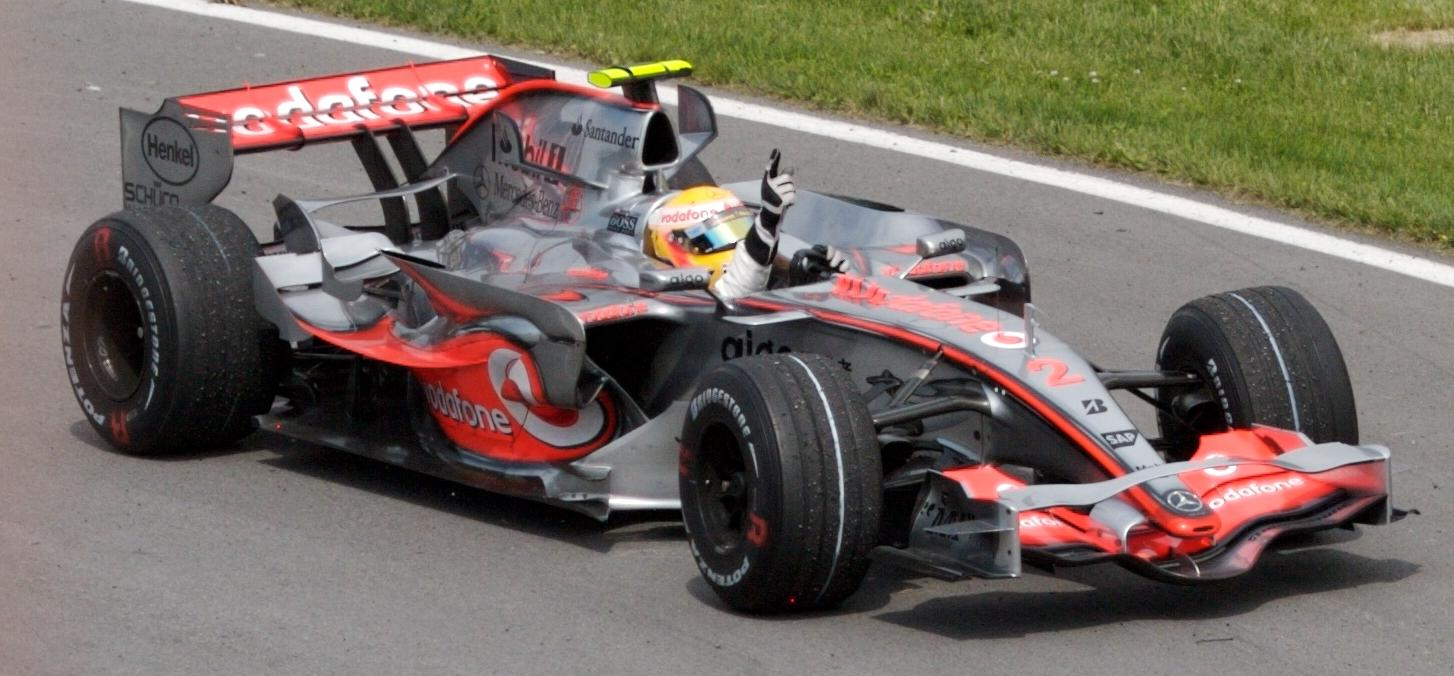
Hamilton, na volta final, celebra sua vitória.

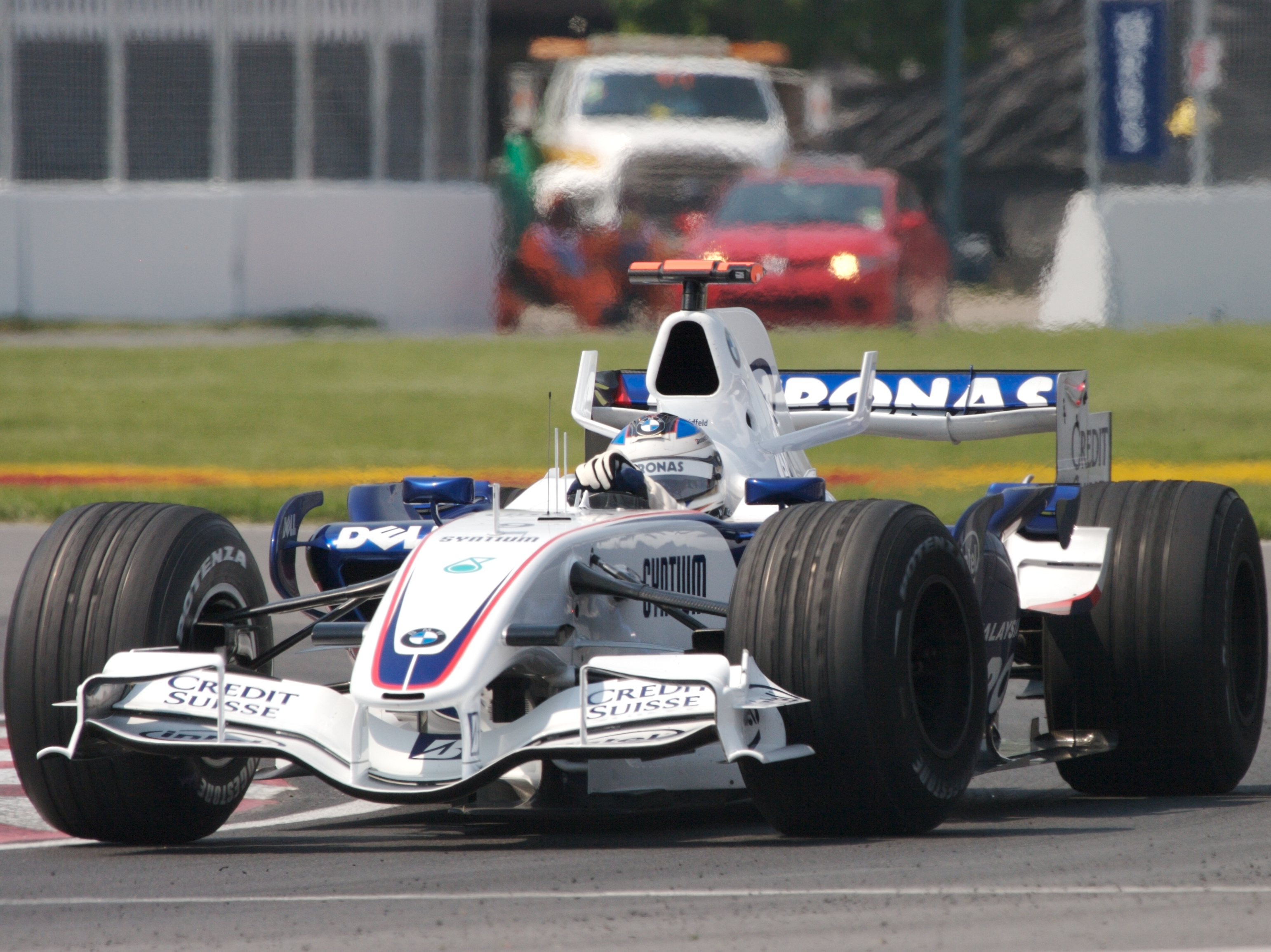
Nick Heidfeld celebra seu melhor resultado em 2007ː o segundo lugar.

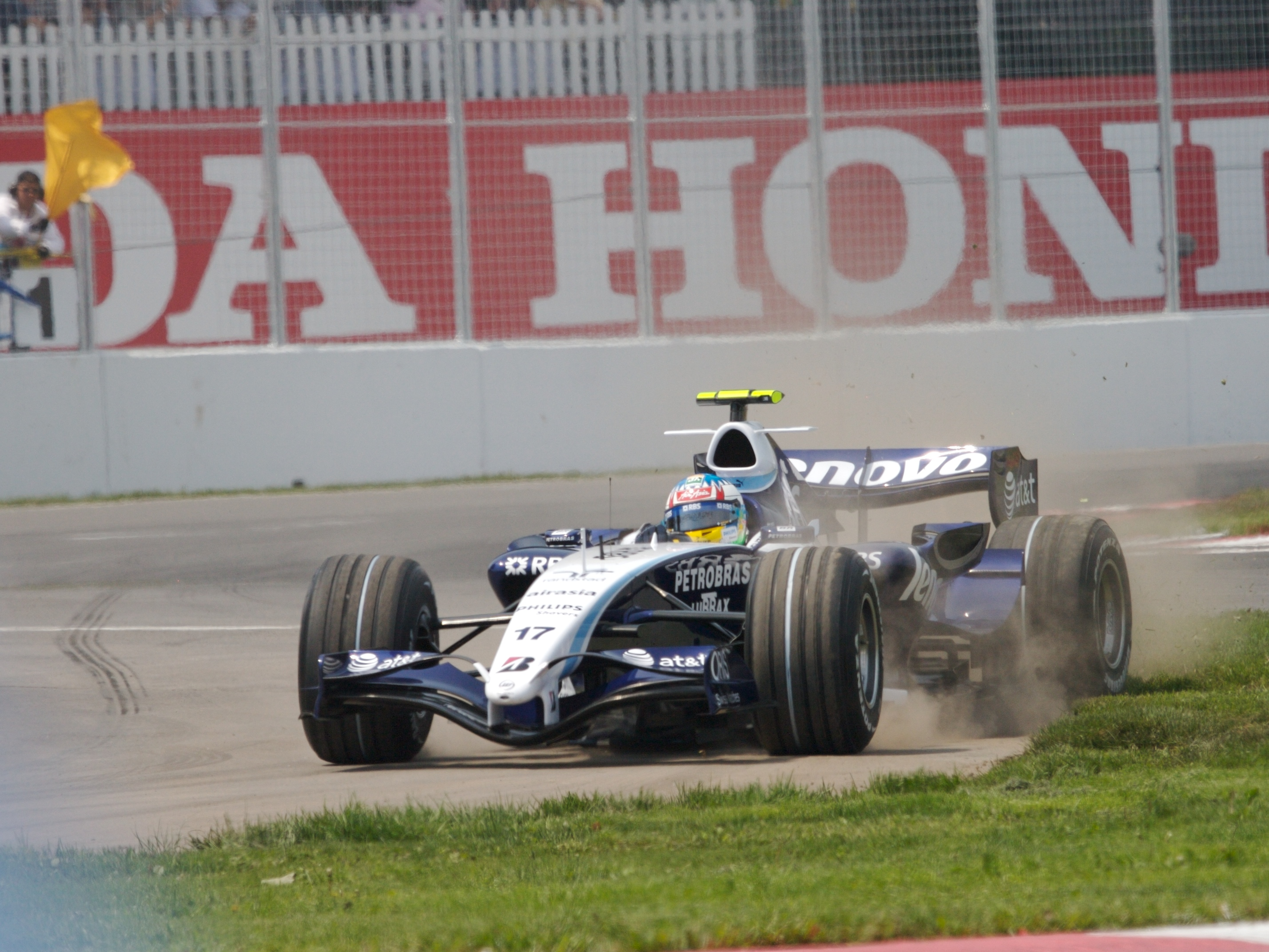
Alexander Wurz comemora 10 anos de sua estreia na Fórmula 1 com mais um pódio.

| Pos.   | Nº | Piloto               | Construtor         | Voltas | Tempo/Diferença  | Grid | Pontos |
| ------ | -- | -------------------- | ------------------ | ------ | ---------------- | ---- | ------ |
| 1      | 2  | Lewis Hamilton       | McLaren-Mercedes   | 70     | 1:44:11.292      | 1    | 10     |
| 2      | 9  | Nick Heidfeld        | BMW Sauber         | 70     | + 4.343          | 3    | 8      |
| 3      | 17 | Alexander Wurz       | Williams-Toyota    | 70     | + 5.325          | 19   | 6      |
| 4      | 4  | Heikki Kovalainen    | Renault            | 70     | + 6.729          | 22   | 5      |
| 5      | 6  | Kimi Räikkönen       | Ferrari            | 70     | + 13.007         | 4    | 4      |
| 6      | 22 | Takuma Sato          | Super Aguri-Honda  | 70     | + 16.698         | 11   | 3      |
| 7      | 1  | Fernando Alonso      | McLaren-Mercedes   | 70     | + 21.936         | 2    | 2      |
| 8      | 11 | Ralf Schumacher      | Toyota             | 70     | + 22.888         | 18   | 1      |
| 9      | 15 | Mark Webber          | Red Bull-Renault   | 70     | + 22.960         | 6    |        |
| 10     | 16 | Nico Rosberg         | Williams-Toyota    | 70     | + 23.984         | 7    |        |
| 11     | 23 | Anthony Davidson     | Super Aguri-Honda  | 70     | + 24.318         | 17   |        |
| 12     | 8  | Rubens Barrichello   | Honda              | 70     | + 30.439         | 13   |        |
| Ret    | 12 | Jarno Trulli         | Toyota             | 58     | Acidente         | 10   |        |
| Ret    | 18 | Vitantonio Liuzzi    | Toro Rosso-Ferrari | 54     | Acidente         | 12   |        |
| DSQ    | 5  | Felipe Massa         | Ferrari            | 51     | Desclassificado  | 5    |        |
| DSQ    | 3  | Giancarlo Fisichella | Renault            | 51     | Desclassificado  | 9    |        |
| Ret    | 21 | Christijan Albers    | Spyker-Ferrari     | 47     | Danos de colisão | 21   |        |
| Ret    | 14 | David Coulthard      | Red Bull-Renault   | 36     | Câmbio           | 14   |        |
| Ret    | 10 | Robert Kubica        | BMW Sauber         | 26     | Acidente         | 8    |        |
| Ret    | 20 | Adrian Sutil         | Spyker-Ferrari     | 21     | Acidente         | 20   |        |
| Ret    | 19 | Scott Speed          | Toro Rosso-Ferrari | 8      | Colisão          | 16   |        |
| Ret    | 7  | Jenson Button        | Honda              | 0      | Câmbio           | 15   |        |
| Fonte: |    |                      |                    |        |                  |      |        |

## Tabela do campeonato após a corrida
| Pos.   | Piloto          | Pontos |
| ------ | --------------- | ------ |
| 1      | Lewis Hamilton  | 48     |
| 2      | Fernando Alonso | 40     |
| 3      | Felipe Massa    | 33     |
| 4      | Kimi Räikkönen  | 27     |
| 5      | Nick Heidfeld   | 26     |
| Fonte: |                 |        |

| Pos.   | Construtor       | Pontos |
| ------ | ---------------- | ------ |
| 1      | McLaren–Mercedes | 88     |
| 2      | Ferrari          | 60     |
| 3      | BMW Sauber       | 38     |
| 4      | Renault          | 21     |
| 5      | Williams-Toyota  | 13     |
| Fonte: |                  |        |

- Nota: Somente as primeiras cinco posições estão listadas.